# Blarinella
Blarinella (Thomas, 1911) è un genere di toporagni della famiglia dei Soricidi.

## Descrizione

### Dimensioni
Al genere Blarinella appartengono toporagni di medie dimensioni, con lunghezza della testa e del corpo tra 60 e 82 mm, la lunghezza della coda tra 30 e 60 mm e un peso fino a 15 g.

### Caratteristiche craniche e dentarie
Il cranio è piccolo, delicato ed affusolato. I canini sono relativamente più corti, il primo premolare è notevolmente ridotto. Gli incisivi anteriori inferiori sono provvisti di tre piccole cuspidi. Sono presenti 5 denti unicuspidati. La punta dei denti è leggermente pigmentata.
Sono caratterizzati dalla seguente formula dentaria:

### Aspetto
Il corpo è tozzo, adattato ad un comportamento fossorio. Le parti superiori sono grigio-brunastre con dei riflessi argentati, mentre le parti ventrali sono alquanto più chiare e con una tinta bruno-giallastra. Gli occhi sono piccoli, mentre le orecchie sono nascoste nella pelliccia. Il dorso delle zampe è marrone chiaro. Le dita sono fornite di artigli relativamente lunghi. La coda è lunga circa la metà della testa e del corpo, è sottile, scura sopra e più chiara sotto e ricoperta di peli cortissimi.

## Distribuzione
Il genere è diffusa nella Cina centrale, meridionale e nel Myanmar.

## Tassonomia
Il genere comprende 3 specie.
- Blarinella griselda
- Blarinella quadraticauda
- Blarinella wardi